# デイヴ・シャペルのどこ吹く風
『デイヴ・シャペルのどこ吹く風』（デイヴシャペルのどこふくかぜ、Sticks & Stones）は、コメディアンのデイヴ・シャペルによって書かれ、演じられ、スタン・ラサンによって監督された2019年のアメリカ合衆国のスタンダップコメディショー。
シャペルとラサンの両方によって製作され、Netflixによって配信されたこの作品は、「著名人のスキャンダルの津波、オピオイド危機などに関する挑発的な視点」として詳述されている。
この作品は、シャペルの友人でコメディアンのルイ・C・Kを擁護することについてのジョーク、歌手のマイケル・ジャクソンとR・ケリーに対する性的虐待の告発に関するジョーク、LGBTコミュニティについてのジョークなどで、批評家から様々なレビューを受けた。
この作品は、シャペルにとって3年連続となるグラミー賞ベストコメディアルバム部門と、3回目と4回目となるプライムタイム・エミー賞を受賞した。

## あらすじ
プリンスの「1999」の歌詞を引用した後、シャペルは著名人に関する一連の注目を集めるニュース記事に言及している。彼は、アンソニー・ボーディンと、困難な状況下で生活しているにもかかわらず、自殺を考えたことのない自分の旧友を比較している。
続いて、シャペルはアメリカ合衆国憲法を起草した建国の父の印象を述べ、特に奴隷制における彼らの役割に言及する。この後、彼は、シャペル自身を含む人々が政治的に誤ったジョークでコメディを行うことを思い留まらせるような、芸能人を排斥し、ブラックリストに載せ、ボイコットする社会のセグメントについて話すことに移る。
彼はその後、マコーレー・カルキンがマイケル・ジャクソンによる痴漢を否定していることを指摘し、告発者を疑うことで、マイケル・ジャクソンに対する児童性的虐待の告発を詳述しているHBOのドキュメンタリー『ネバーランドにさよならを』（2019年）をまだ見ていない人を思い留まらせる。シャペルは「彼はそれをやったと確信している」ので、R・ケリーについてはジャクソンとは「違う」と述べ、多くの人が痴漢されていると冗談を言う。
彼は、LGBTQの人々との車の乗り物のアナロジーを使用し、トランスジェンダーとトランスレイシャルについて冗談を言う。
シャペルは、コメディアンのルイ・C・K取り巻く論争について冗談を言い、#MeToo運動は、業界の女性が直面する実際の問題を減らすのに効果的ではないほど厳しすぎると批判する。
シャペルは中絶賛成派と中絶反対派の立場について冗談を言う。
シャペルはそれから、修正第2条を改正することに抗議し、黒人は合法的に銃を買うべきだと冗談を言う。シャペルはまた、俳優のジャシー・スモレットに対する暴行事件を軽視する。
ショーの締めくくりとして、彼は自分の育ちを語る。彼は父親の知恵、経済的困難、そして子供の頃に彼が知った経済的差別の言葉を思い出し、これを学校での銃乱射事件と関連付ける。

## 製作

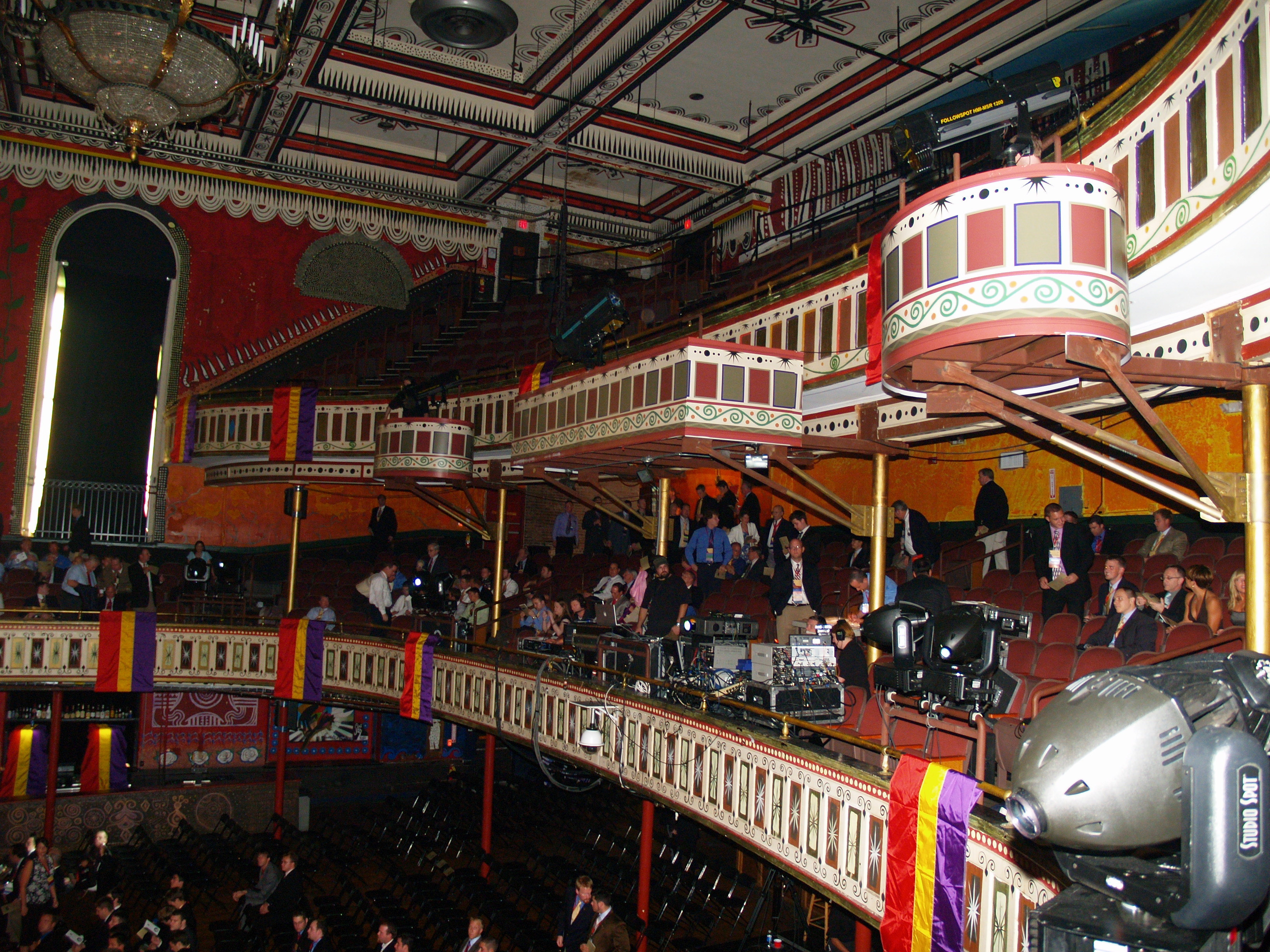
ジョージア州アトランタのタバナクルは、『デイヴ・シャペルのどこ吹く風』の舞台となった。

ブルームバーグが入手した内部文書によると、Netflixは『デイヴ・シャペルのどこ吹く風』に2,360万ドルを支払った。

## マーケティングと公開
2019年8月15日、Netflixは、モーガン・フリーマンがナレーションを付けたYouTubeの告知映像で、シャペルの5番目となるコメディ作品を発表した。

## 反応

### 批評家の反応
『デイヴ・シャペルのどこ吹く風』は、批評家から様々なレビューを受けた。主にシャペルが小児性愛とマイケル・ジャクソンの被害者とされている人物を軽視していることに対して、左翼・右翼の両方から批判を集めたが、他の人は、その幅広い社会的論評と、他人の機嫌を取るために自己検閲することを望まないシャペルの姿勢を高く評価している。 
コメディアンのカット・ティンプフは、シャペルは「彼の作品はキャンセル・カルチャーと過敏症に抗議することを意図した」と述べた。ウォール・ストリート・ジャーナルのジェラルド・ベイカーは、「今日のパフォーマーは、ほとんどが共倒れし、新しく確立された良識を示している。彼らは自分たちをWokeさせたと呼ぶかもしれない。彼らはほとんど呼吸していない」と述べ、「[シャペルは]その意味で、真のコメディアンであり、並外れた才能と洗練さを持つ一人である」とパフォーマンスを称賛した。

### 分析
「ハリウッド・イン・トト」のクリスチャン・トトは、シャペルのようなアダム・カローラ、ジム・ガフィガン、ジェリー・サインフェルド、サラ・シルバーマンなど、「キャンセル・カルチャー」を批判するコメディアンの数が増えていることについて話した。トトは、「Netflixが『デイヴ・シャペルのどこ吹く風』に対するマスコミの怒りの後にシャペルとの関係を断ち切らなかったことは注目に値する。そのことだけで、シャペルは文化戦争で大勝利を収めた。彼の仲間は戦いに参加するか?」と述べ、シャペルのポリティカル・コレクトネスを歪曲する作品が、「PC警察の終焉の始まり」を示すことができるかどうかを提起した。

## チャート
| チャート(2019年)                 | ピーク ポジション |
| -------------------------------- | ----------------- |
| US Top Comedy Albums (Billboard) | 4                 |